# Credit default swap
Credit default swap (CDS, swap ryzyka kredytowego) – instrument pochodny stanowiący zabezpieczenie w przypadku niewywiązania się ze spłaty zadłużenia.
CDS jest umową, w ramach której jedna ze stron transakcji w zamian za uzgodnione wynagrodzenie zgadza się na spłatę długu należnego drugiej stronie transakcji od innego podmiotu – podstawowego dłużnika – w przypadku wystąpienia uzgodnionego w umowie CDS zdarzenia kredytowego (w praktyce zdarzeniem tym jest niespłacenie podstawowego długu przez podstawowego dłużnika).
Inaczej mówiąc CDS to umowa, w której jedna strona płaci drugiej pewną sumę pieniędzy, a ta w zamian zobowiązuje się pokryć zadłużenie, gdy dłużnik pierwszej przestanie spłacać kredyt. Jeśli ryzyko takiej sytuacji rośnie, cena CDS-u również wzrasta.
Tym samym w ramach transakcji CDS ryzyko kredytowe (ryzyko, że dług nie zostanie spłacony) zostaje przeniesione.
Umowa CDS określa co najmniej:
- podstawowego dłużnika – podmiot, którego zobowiązanie jest objęte CDS-em;
- podstawowe zobowiązanie – wskazanie długu, w odniesieniu do którego wystawiany jest CDS – z reguły jest to wskazanie ściśle określonej emisji obligacji;
- okres objęty ochroną (okres, w którym zobowiązanie z tytułu CDS jest efektywne);
- warunki, pod którymi strona transakcji CDS ma obowiązek spłaty długu (z reguły warunkami takimi są bankructwo odnośnego podmiotu lub niespłacenie zobowiązania – poparte publicznie dostępnymi informacjami).

Cena CDS ustalana jest jako procent wartości odnośnego zobowiązania, płatny w skali roku. Podstawowym czynnikiem wpływającym na cenę CDS jest poziom ryzyka w transakcji (ryzyko, że podstawowy dłużnik nie będzie w stanie spłacić zobowiązania). Poziom tego ryzyka określany jest za pomocą ratingów przyznawanych przez agencje ratingowe; (Moody’s, S&P Global Ratings, Fitch Ratings).
Jednostka, która wykupuje CDS, nie musi być właścicielem długu, na którym oparty jest dany kontrakt – takie kontrakty nazywa się „nagimi CDS”.
W kryzysie finansowym 2008 roku CDS wykazał słabość polegającą na fakcie, że jednostka pokrywająca ryzyko kredytowe nie ma wpływu na proces windykacji długu, który jest jednym z czynników obniżających ryzyko kredytowe.

## Krytyka
Krytycy instrumentów CDS wskazują na ich rolę w generowaniu kryzysu zadłużenia. Warren Buffett określił je jako „finansową broń masowego zniszczenia”, zaś George Soros porównał je do „posiadania polisy na czyjeś życie i jednocześnie licencji na zabicie tej osoby”. Z kolei ich obrońcy wskazują na to, że CDS tylko przyspieszają procesy bankructwa państw bądź przedsiębiorstw, które i tak są już nadmiernie zadłużone.
W listopadzie 2011 Unia Europejska wprowadziła zakaz „nagich CDS” w odniesieniu do zadłużenia państw. Zakaz obowiązuje od 1 grudnia 2011. W szczególnej sytuacji państwa członkowskie mogą zawiesić jego obowiązywanie w odniesieniu do własnego długu na 12 miesięcy i ewentualnie przedłużyć zawieszenie o kolejne 6 miesięcy.